# Condado de Dubuque
El condado de Dubuque (en inglés: Dubuque County, Iowa), fundado en 1834, es uno de los 99 condados del estado estadounidense de Iowa. En el año 2000 tenía una población de 89 143 habitantes con una densidad poblacional de 57 personas por km². La sede del condado es Dubuque.

## Geografía
Según la Oficina del Censo, el condado tiene un área total de 1598 km² (617 mi²), de la cual 1575 km² (608,1 mi²) es tierra y 21 km² (8,1 mi²) es agua.

### Condados adyacentes
- Condado de Clayton norte
- Condado de Grant, Wisconsin noreste, a través del río Misisipi
- Condado de Jo Daviess, Illinois este, a través del río Misisipi
- Condado de Jackson sureste
- Condado de Jones suroeste
- Condado de Delaware oeste

## Demografía
En el 2000 la renta per cápita promedia del condado era de $39 582, y el ingreso promedio para una familia era de $48 742. El ingreso per cápita para el condado era de $19 600. En 2000 los hombres tenían un ingreso per cápita de $31 977 contra $22 309 para las mujeres. Alrededor del 7,80% de la población estaba bajo el umbral de pobreza nacional.
| 1900   | 1910   | 1920   | 1930   | 1940   | 1950   | 1960   | 1970   | 1980   | 1990   | 2000   | Est.2007 |
| ------ | ------ | ------ | ------ | ------ | ------ | ------ | ------ | ------ | ------ | ------ | -------- |
| 56 403 | 57 450 | 58 262 | 61 214 | 63 768 | 71 337 | 80 048 | 90 609 | 93 745 | 86 403 | 89 143 | 92 359   |

## Lugares

### Ciudades
- Asbury
- Balltown
- Bankston
- Bernard
- Cascade
- Centralia
- Dubuque
- Durango
- Dyersville
- Epworth
- Farley
- Graf
- Holy Cross
- Luxemburg
- New Vienna
- Peosta
- Rickardsville
- Sageville
- Sherrill
- Worthington
- Zwingle

### Otros lugares
- Key West

### Principales carreteras
- U.S. Highway 20
- U.S. Highway 52
- U.S. Highway 61
- U.S. Highway 151
- Carretera de Iowa 3
- Carretera de Iowa 32
- Carretera de Iowa 136